# Нордгайм (Техас)
Нордгайм (англ. Nordheim) — місто (англ. city) в США, в окрузі Девітт штату Техас. Населення — 336 осіб (2020).

## Географія
Нордгайм розташований за координатами 28°55′26″ пн. ш. 97°36′51″ зх. д. / 28.92389° пн. ш. 97.61417° зх. д. (28.923791, -97.614077).  За даними Бюро перепису населення США в 2010 році місто мало площу 1,29 км², уся площа — суходіл.

## Демографія
Згідно з переписом 2010 року, у місті мешкало 307 осіб у 127 домогосподарствах у складі 93 родин. Густота населення становила 238 осіб/км².  Було 170 помешкань (132/км²).
Расовий склад населення:
| - 84,7 % — білих - 2,6 % — чорних або афроамериканців - 1,0 % — корінних американців - 8,1 % — осіб інших рас |

До двох чи більше рас належало 3,6 %. Частка іспаномовних становила 35,2 % від усіх жителів.
За віковим діапазоном населення розподілялося таким чином: 22,1 % — особи молодші 18 років, 56,7 % — особи у віці 18—64 років, 21,2 % — особи у віці 65 років та старші. Медіана віку мешканця становила 44,9 року. На 100 осіб жіночої статі у місті припадало 103,3 чоловіків;  на 100 жінок у віці від 18 років та старших — 102,5 чоловіків також старших 18 років.
Середній дохід на одне домашнє господарство  становив 55 072 долари США (медіана — 40 417), а середній дохід на одну сім'ю — 63 715 доларів (медіана — 46 250). Медіана доходів становила 36 000 доларів для чоловіків та 36 250 доларів для жінок. За межею бідності перебувало 19,2 % осіб, у тому числі 40,7 % дітей у віці до 18 років та 7,2 % осіб у віці 65 років та старших.
Цивільне працевлаштоване населення становило 96 осіб. Основні галузі зайнятості: освіта, охорона здоров'я та соціальна допомога — 26,0 %, сільське господарство, лісництво, риболовля — 20,8 %, мистецтво, розваги та відпочинок — 10,4 %, науковці, спеціалісти, менеджери — 6,3 %.